# Кастр (Тарн)
Кастр (фр. Castres) насеље је и општина у јужној Француској у региону Миди Пирене, у департману Тарн која припада префектури Кастр.
По подацима из 2005. године у општини је живело 43 300 становника, а густина насељености је износила 443 становника/km². Општина се простире на површини од 98,17 km². Налази се на средњој надморској висини од 170 метара (максималној 367 m, а минималној 151 m).

## Демографија
| 1962.  | 1968.  | 1975.  | 1982.  | 1990.  | 1999.  | 2011.  |
| ------ | ------ | ------ | ------ | ------ | ------ | ------ |
| 36.978 | 40.457 | 45.978 | 45.578 | 44.812 | 43.496 | 42.222 |

График промене броја становника у току последњих година